# Université de Lettonie
L'université de Lettonie (en letton Latvijas Universitāte) est la plus grande université en Lettonie.

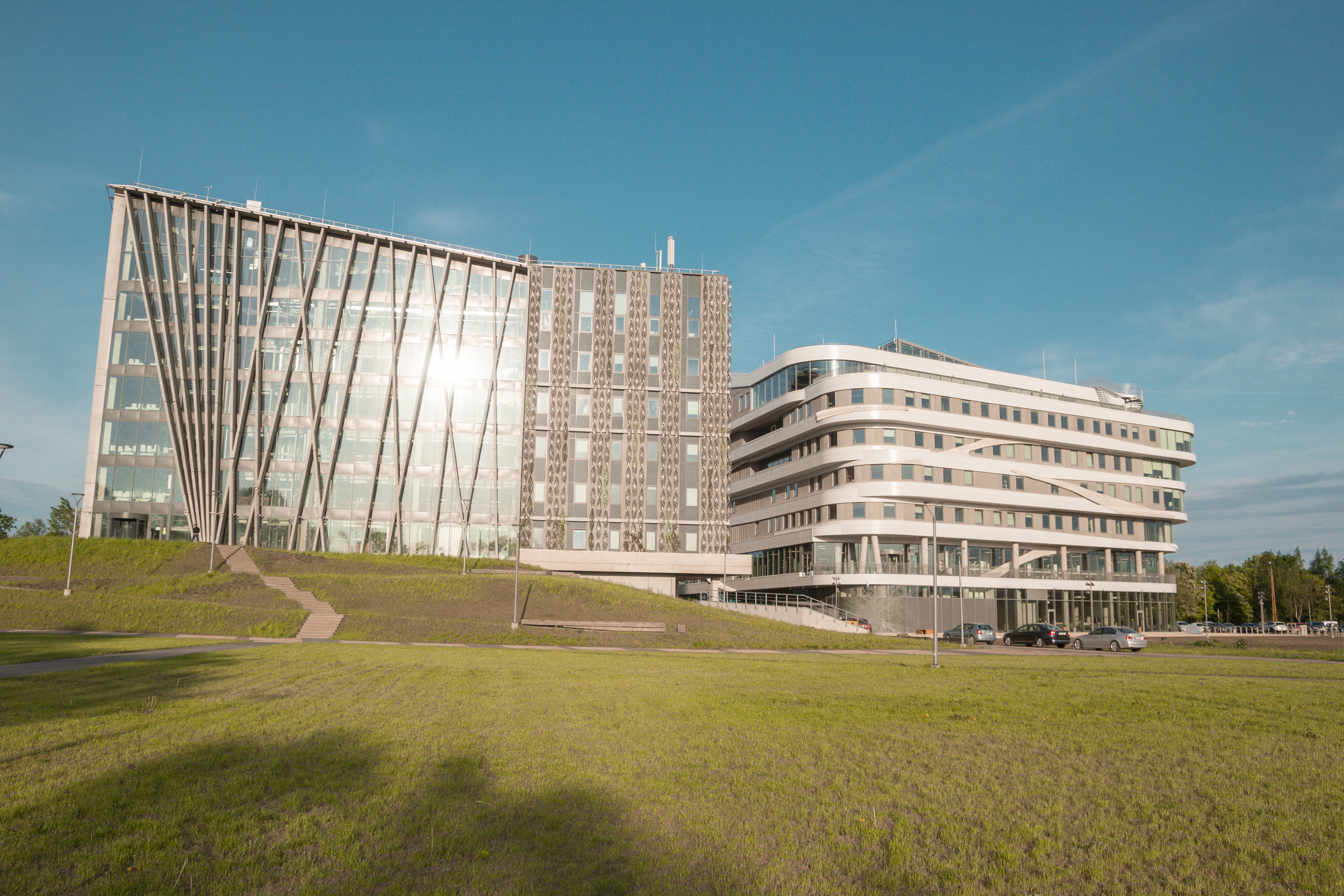
Campus (2019).

## Historique
Créée sous le nom de Collège de Lettonie, elle est fondée le 28 septembre 1919 sur la base de l’ancienne école polytechnique de Riga (créée en 1862). En 1923, elle prend son nom actuel (en latin, selon la tradition nordique : Universitas Latviensis). 
Entre 1919 et 1940, cette université était le centre de la vie éducative et culturelle lettonne. L'ancien bâtiment de l’école polytechnique, au 19 du boulevard Raina demeure le symbole encore aujourd’hui de l’Université.
Avec le rétablissement de l’indépendance en 1991, le Conseil suprême de la République de Lettonie a confirmé les statuts de l’Université de Lettonie le 18 septembre 1991, en la définissant comme un établissement public d’éducation académique, science et culture qui sert les besoins de la Lettonie et du peuple.

## Personnalités liées à l'université

### Étudiants
- Leonid Andrussow, chimiste germano-balte
- Dagmara Beitnere-Le Galla, femme politique lettone
- Tatjana Veinberga, volley-ball soviétique puis lettone

## Hommage
L'astéroïde (567580) Latuni a été nommé en son honneur.